# Reichelsheim (Odenwald)
Reichelsheim (Odenwald) este o comună din landul Hessa, Germania.